# 悲しいうわさ
「悲しいうわさ」（かなしいうわさ、原題：I Heard It Through the Grapevine）は、アメリカ合衆国のポップスグループ、グラディス・ナイト&ザ・ピップスの67年のシングル。また、アメリカ合衆国のミュージシャンであるマーヴィン・ゲイが1968年にリリースしたシングル。作詞および作曲は、ノーマン・ホイットフィールド（Norman Whitfield）とバレット・ストロング（Barrett Strong） 。

## 解説
グラディス・ナイト&ザ・ピップスのヴァージョンは、ビルボード誌では、1967年12月16日に週間ランキング最高位の第2位を獲得し、3週間その位置を保った。ビルボード誌の年間ランキングには入ることはなかったが、ビルボード誌の集計ではグラディス・ナイト&ザ・ピップスにとって「夜汽車よ! ジョージアへ（Midnight Train to Georgia）」に次ぐヒット曲と言える。
マーヴィン・ゲイのヴァージョンは、ビルボード誌では、1968年12月14日に、週間ランキング第1位を獲得。以後7週連続でチャート1位を獲得した。ビルボード誌の1969年年間ランキングでは第86位。しかしながらビルボード誌の集計においてマーヴィン・ゲイ最大のヒット曲である。
「悲しいうわさ」を最初にレコーディングしたのは、スモーキー・ロビンソン&ザ・ミラクルズ（Smokey Robinson & The Miracles）だったが、スモーキー・ロビンソン&ザ・ミラクルズはシングルとして発売しなかった。続いてマーヴィン・ゲイがまず67年2月から4月にレコーディングし、続いてグラディス・ナイト&ザ・ピップスがレコーディングした。シングルリリースは、67年のグラディス・ナイト&ザ・ピップスのヴァージョンが最初で、マーヴィンのヴァージョンは69年に大ヒットとなった。81年にはロジャーがカヴァーし、ソウル・チャートでヒットさせた。
BMI調べによる「20世紀にアメリカのテレビやラジオで最もオンエアされた100曲」の第28位にランクされた。

## 書籍
- フレッド・ロビンソン著・守屋須三男監修・加藤秀樹訳『ビルボード年間トップ100ヒッツ 1956-1990』音楽之友社、1994年2月10日、ISBN 4-276-23631-2
- 東ひさゆき／佐藤直人／岩淵悟／スティーヴ・マックルーア著・東ひさゆき監修『ビルボード年間チャート1955→2001』共同通信社、2002年4月10日、ISBN 4-7641-3053-X